# Težka divizija
Težka divizija (angl. Heavy Division) je divizija, ki je opremljena in oborožena s težko oborožitvijo in opremo. 
Med težke divizije prištevamo:
- oklepne,
- oklepnomehanizirane in
- mehanizirane divizije.

Te divizije se uporablja kot udarne sile pri preboju sovražnikove obrambe in so zelo pomemben dejavnik v bliskoviti vojni.
Zaradi velikega števila vozil je transport celotne divizije po navadi zelo počasen in z veliko logističnih težav.